# Johann Karl Friedrich Riese
Johann Karl Friedrich Riese, né le 8 octobre 1759 à Tempelhof et mort le 21 février 1834 à Berlin, est un sculpteur prussien spécialisé dans la porcelaine.
Il est modeleur pour la manufacture royale de porcelaine de Berlin (KPM). C'est lui qui est l'auteur du décor Courlande pour le duc de Courlande.

## Biographie
Riese travaille à partir de 1770 pour la manufacture royale de porcelaine de Berlin et il obtient le poste de modeleur en 1789. En plus du modèle de service Courlande et le milieu de table comportant des figurines, intitulé Le Mont Olympe qui est offert en présent de mariage par Frédéric-Guillaume III à la grande-duchesse de Mecklembourg-Schwerin, il est l'auteur de pièces majeures. Riese a certainement été impliqué de manière significative dans la mise en œuvre des groupes sculptés dits des Princesses (1795-1797) par Johann Gottfried Schadow en porcelaine. Sur la base de l'exemple de la sculpture de Schadow, Riese a conçu un buste en biscuit de la Reine Louise pour KPM en 1798. 
Il est l'arrière-grand-père du directeur général des assurances Nordstern de Berlin, Hans Riese (1868-1930).

## Quelques œuvres
- Service de porcelaine pour Pierre de Biron, duc de Courlande (vers 1790)
- Milieu de table représentant le Mont Olympe (1801)
- Buste de la Reine Louise (1798)

## Biographie
- (de) Ludwig Schnorr von Carolsfeld: Porzellan der europäischen Fabriken des 18. Jahrhunderts. 3. Auflage, Schmidt, Berlin 1920, pp. 157–160,  (ISBN 978-3845720470).  (Texte en ligne).
- (de) Dorothee Heim: Die Berliner Porzellanplastik und ihre skulpturale Dimension 1751-1825. Der Sammlungsbestand des Kunstgewerbemuseums, Staatliche Museen zu Berlin. Schnell & Steiner, Regensburg 2016,  (ISBN 978-3795430580).

## Source de la traduction
- (de) Cet article est partiellement ou en totalité issu de l’article de Wikipédia en allemand intitulé « Johann Karl Friedrich Riese » (voir la liste des auteurs).